# Зиёзода, Сулаймон Ризои
Зиёзода Сулаймон Ризои (тадж. Зиёзода Сулаймон Ризоӣ; до 2019 г Зиёев Сулаймон Ризоевич, род. 1 января 1962, село Сурхобча, Ганчинский район)— таджикский политический деятель. Министр сельского хозяйства Таджикистана (2020—2022). Заместитель премьер-министра.

## Биография
В 1983 году он закончил Таджикский аграрный университет имени Шириншо Шотемур по специальности «агроном».
Сулаймон Зиёзода проработал в аграрном секторе Зафарабадского района и Согдийской области около 30 лет.
В разные годы он являлся старшим агрономом бывшего совхоза «Ленинабад» (1983—1986), заместителем директора и директором совхоза «Ширин» (1992—1996), председателем производственного кооператива «Ширин» (1996—2002).
Также Зиёзода возглавлял Ассоциацию дехканских хозяйств Шухрат (2002—2006), занимал пост председателя Ассоциации водопользователей им. М. Абдуллоева (2006—2008), был начальником Зафарабадского районного управления сельского хозяйства (2008—2011) и заместителем начальника управления сельского хозяйства по экономике и финансам Главного управления сельского хозяйства Согдийской области (2009—2014).
Одновременно он занимал должности второго и первого секретаря Союза молодежи (1986—1992), председателя джамоата Мехнатобод (2011—2014 годы) и первого заместителя председателя Зафарободского района (2014—2015).
Последние пять лет Сулаймон Зиёзода занимал должности заместителя председателя Согдийской области (2015—2016), председателя Зафарободского района Согдийской области (2016—2018), первого заместителя председателя Хатлонской области (2018—2019), первого заместителя председателя Согдийской области, в этом году назначен исполняющим обязанности председателя Деваштичского района.
30 октября 2020 года указом президента Республики Таджикистана назначен министром сельского хозяйства Республики Таджикистан. Работал на этой должности до 26 января 2022 г.